# Мирзаев, Зоир Тоирович
Мирзаев Зойир Тоирович (род. узб. Mirzayev Zoir Toirovich; 10 марта 1968, Самарканд, Узбекская ССР) — хоким Ташкентской области с 22 сентября 2022 года. С 15 декабря 2016 года по 28 октября 2018 года — заместитель премьер-министра Узбекистана, с 2010 по 2016 год - хоким Самаркандской области, с 2019 по 2021 годы - хоким Кашкадарьинской области Узбекистана.

## Биография
Родился в Джамбайском районе. В 1994 году окончил Ташкентский финансовый институт по специальности экономист.
- С 1984 по 1989 гг. — рабочий колхоза «Х.Низоматов» Джамбайского района.
- С 1994 по 1995 гг. — экономист финансового управления хокимията Самаркандской области.
- С 1995 по 1996 гг. — заместитель заведующего финансовым отделом хокимията Джамбайского района.
- С 1996 по 1997 гг. — главный инспектор управления Госкомдемонополизации по Самаркандской области.
- С 1997 по 2000 гг. — начальник отдела финансового управления хокимията Самаркандской области.
- С 2000 по 2001 гг. — начальник управления Госкомдемонополизации по Самаркандской области.
- С 2001 по 2003 гг. — начальник финансового управления хокимията Самаркандской области.
- С 2003 по 2004 гг. — хоким Джамбайского района.
- С 2004 по 2008 гг. — заместитель хокима Самаркандской области по вопросам экономики и социального развития.
- В 2009—2016 годах — депутат Самаркандского областного и Самаркандского районного Кенгашей народных депутатов. Беспартийный. Член Комитета Сената Олий Мажлиса Республики Узбекистан по внешнеполитическим вопросам.
- Хоким города Самарканда (2008-17.12.2010);
- С 17.12.2010 по 15.12.2016 — хоким Самаркандской области.
- С 15.12.2016 по 12.02.2018 - Заместитель премьер-министра — Министр cельского и водного хозяйства Республики Узбекистан, руководитель Комплекса по вопросам сельского и водного хозяйства, переработки сельскохозяйственной продукции и потребительских товаров.
- 12 февраля 2018 года Министерство сельского и водного хозяйства разделено на две: Министерство водного хозяйства (министр - Хамраев, Шавкат Рахимович) и Министерство сельского хозяйства (министр - Юсупов, Баходыр Турсунович), сам Мирзаев остался в должности заместителя премьер-министра.
- 29[3] октября 2018 года уволен с должности заместителя премьер-министра[4].
- С 7 ноября 2018 по 26 октября 2019 — хоким Шараф-Рашидовского района Джизакской области[5].
- С 26 октября 2019 по 18 ноября 2021 года - Хоким Кашкадарьинской области.
- С 22 сентября 2022 года - Хоким Ташкентской области

27 октября 2018 г., будучи на посту заместителя премьер-министра, унизил фермеров Ташкентской области, заставив их стоять в арыке; за что позднее был уволен.

## Награды
- Орден «Фидокорона хизматлари учун» (2024)[7]